# Alemania Occidental en los Juegos Paralímpicos de Innsbruck 1984
Alemania Occidental estuvo representada en los Juegos Paralímpicos de Innsbruck 1984 por un total de 31 deportistas, 25 hombres y seis mujeres.

## Medallistas
El equipo paralímpico obtuvo las siguientes medallas:
| Nombre             | Deporte        | Evento                                  |
| ------------------ | -------------- | --------------------------------------- |
| Oro                |                |                                         |
| Reinhild Möller    | Esquí alpino   | Descenso LW4 femenino                   |
| Reinhild Möller    | Esquí alpino   | Eslalon gigante LW4 femenino            |
| Reinhild Möller    | Esquí alpino   | Combinada LW4 femenino                  |
| Sabine Stiefbold   | Esquí alpino   | Eslalon LW5/7 femenino                  |
| Niko Moll          | Esquí alpino   | Descenso LW5/7 masculino                |
| Niko Moll          | Esquí alpino   | Eslalon gigante LW5/7 masculino         |
| Niko Moll          | Esquí alpino   | Combinada LW5/7 masculino               |
| Anneliese Tenzler  | Esquí de fondo | 10 km distancia media LW4 femenino      |
| Ludwig Wagner      | Esquí de fondo | 5 km distancia corta LW9 masculino      |
| Ludwig Wagner      | Esquí de fondo | 10 km distancia media LW9 masculino     |
| Plata              |                |                                         |
| Sabine Stiefbold   | Esquí alpino   | Eslalon gigante LW5/7 femenino          |
| Sabine Stiefbold   | Esquí alpino   | Combinada LW5/7 femenino                |
| Sabine Barisch     | Esquí alpino   | Descenso LW5/7 femenino                 |
| Reinhild Möller    | Esquí alpino   | Eslalon LW4 femenino                    |
| Niko Moll          | Esquí alpino   | Eslalon LW5/7 masculino                 |
| Alexander Spitz    | Esquí alpino   | Eslalon gigante LW2 masculino           |
| Dorothea Neuweiler | Esquí de fondo | 5 km distancia corta LW6/8 femenino     |
| Dorothea Neuweiler | Esquí de fondo | 10 km distancia media LW6/8 femenino    |
| Anneliese Tenzler  | Esquí de fondo | 5 km distancia corta LW4 femenino       |
| Adolf Stuber       | Esquí de fondo | 5 km distancia corta grado I masculino  |
| Adolf Stuber       | Esquí de fondo | 10 km distancia media grado I masculino |
| Frank Rawiel       | Esquí de fondo | 5 km distancia corta LW5/7 masculino    |
| Reinhold Schwer    | Esquí de fondo | 10 km distancia media LW4 masculino     |
| Theo Feger         | Esquí de fondo | 20 km distancia media LW6/8 masculino   |
| Bronce             |                |                                         |
| Sabine Barisch     | Esquí alpino   | Eslalon LW5/7 femenino                  |
| Sabine Barisch     | Esquí alpino   | Eslalon gigante LW5/7 femenino          |
| Sabine Barisch     | Esquí alpino   | Combinada LW5/7 femenino                |
| Sabine Stiefbold   | Esquí alpino   | Descenso LW5/7 femenino                 |
| Felix Abele        | Esquí alpino   | Descenso LW5/7 masculino                |
| Felix Abele        | Esquí alpino   | Eslalon gigante LW5/7 masculino         |
| Alexander Spitz    | Esquí alpino   | Combinada LW2 masculino                 |
| Ewald Vogl         | Esquí alpino   | Combinada LW4 masculino                 |
| Reinhold Schwer    | Esquí de fondo | 5 km distancia corta LW4 masculino      |
| Frank Rawiel       | Esquí de fondo | 10 km distancia media LW5/7 masculino   |